# Nerf vague

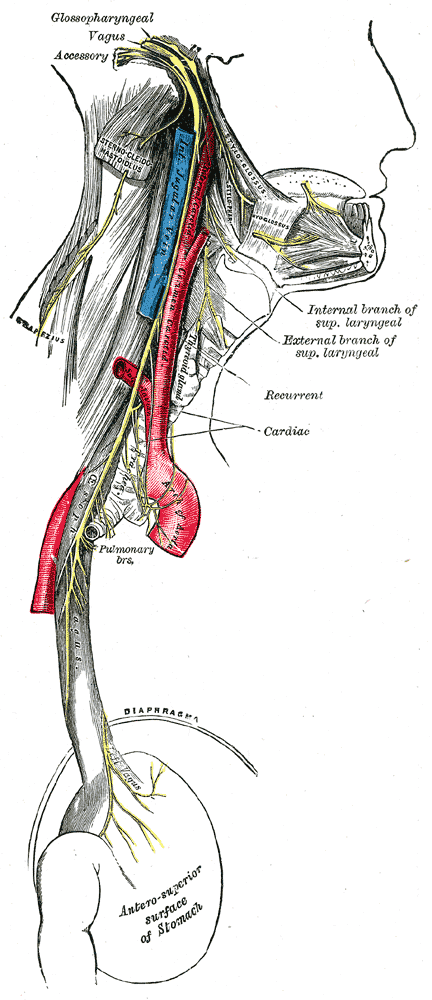
Trajet du nerf vague droit, vue latérale.

Le nerf vague (X), également appelé nerf pneumogastrique, nerf cardio-pneumo-entérique, nerf parasympathique ou nerf cardiaque, est le dixième nerf crânien. C'est une voie très importante de la régulation végétative (digestion, fréquence cardiaque…) et du contrôle sensorimoteur du larynx, donc de la phonation.
Le nerf vague est le nerf crânien dont le territoire est le plus étendu (d'où son nom). C'est un nerf mixte qui convoie des informations motrices, sensitives, sensorielles et surtout végétatives parasympathiques.
Au sein du système parasympathique, il constitue la principale innervation efférente du cœur. En 1921, Otto Loewi a, le premier, mis en évidence la transmission synaptique en montrant que la stimulation du nerf vague entraînait une sécrétion d'acétylcholine qui induisait un ralentissement de la fréquence cardiaque.
Le nerf vague est plus généralement une voie importante de la viscéromotricité des appareils cardiovasculaire, trachéobronchopulmonaire et digestif ainsi que de la régulation des sécrétions des glandes surrénales, du pancréas, de la thyroïde, des glandes endocriniennes et du système digestif. Il transmet aussi des informations viscérosensitives (notamment la pression sanguine aortique).
Sur le plan moteur, il innerve les muscles élévateurs du voile du palais et certains muscles constricteurs du pharynx et du larynx. Il assure aussi la transmission de la sensibilité somatique du pharynx, du larynx et de l'épiglotte ainsi qu'une partie des informations gustatives.

## Anatomie
Le nerf vague est composé d'environ 160 000 fibres nerveuses. Sa cartographie précise est, en 2023, l'objectif d'un projet de trois ans financé par l'Institut national de la santé des États-Unis.

### Description

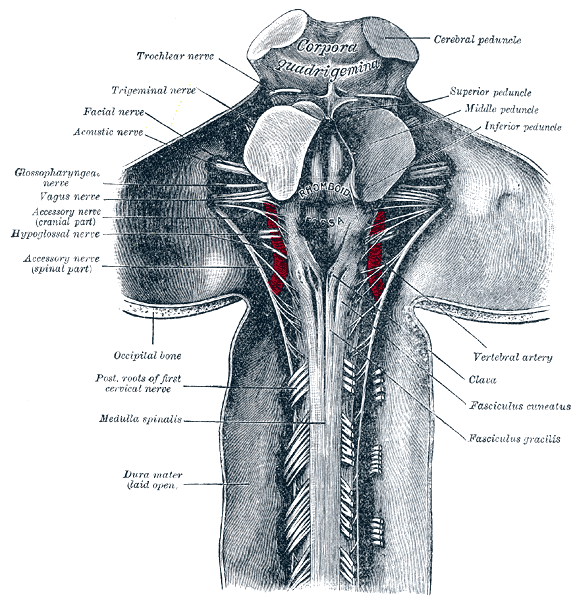
Origine et trajet intracranien des nerfs vagues, vue postérieure.

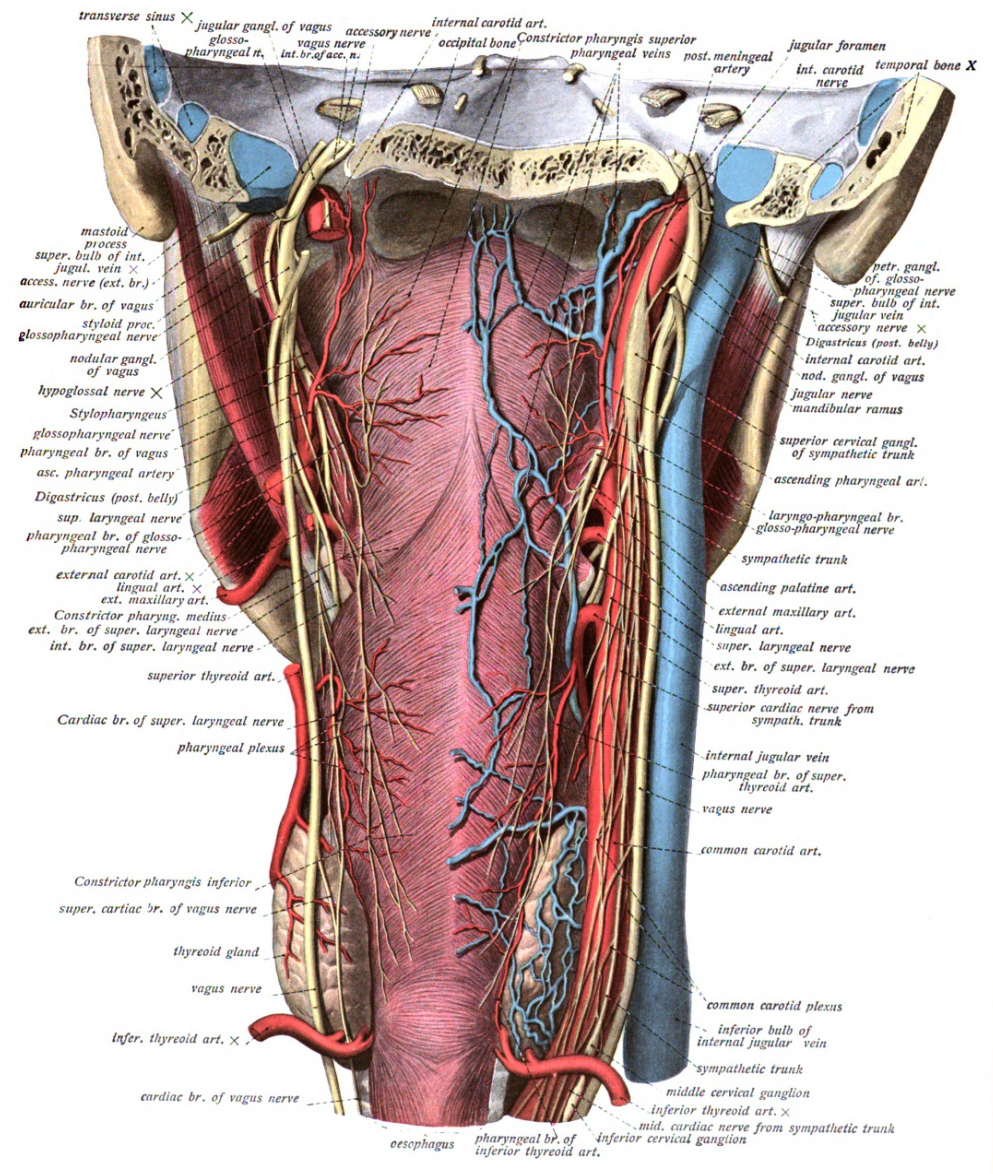
Trajet cervical des nerfs vagues, vue postérieure.

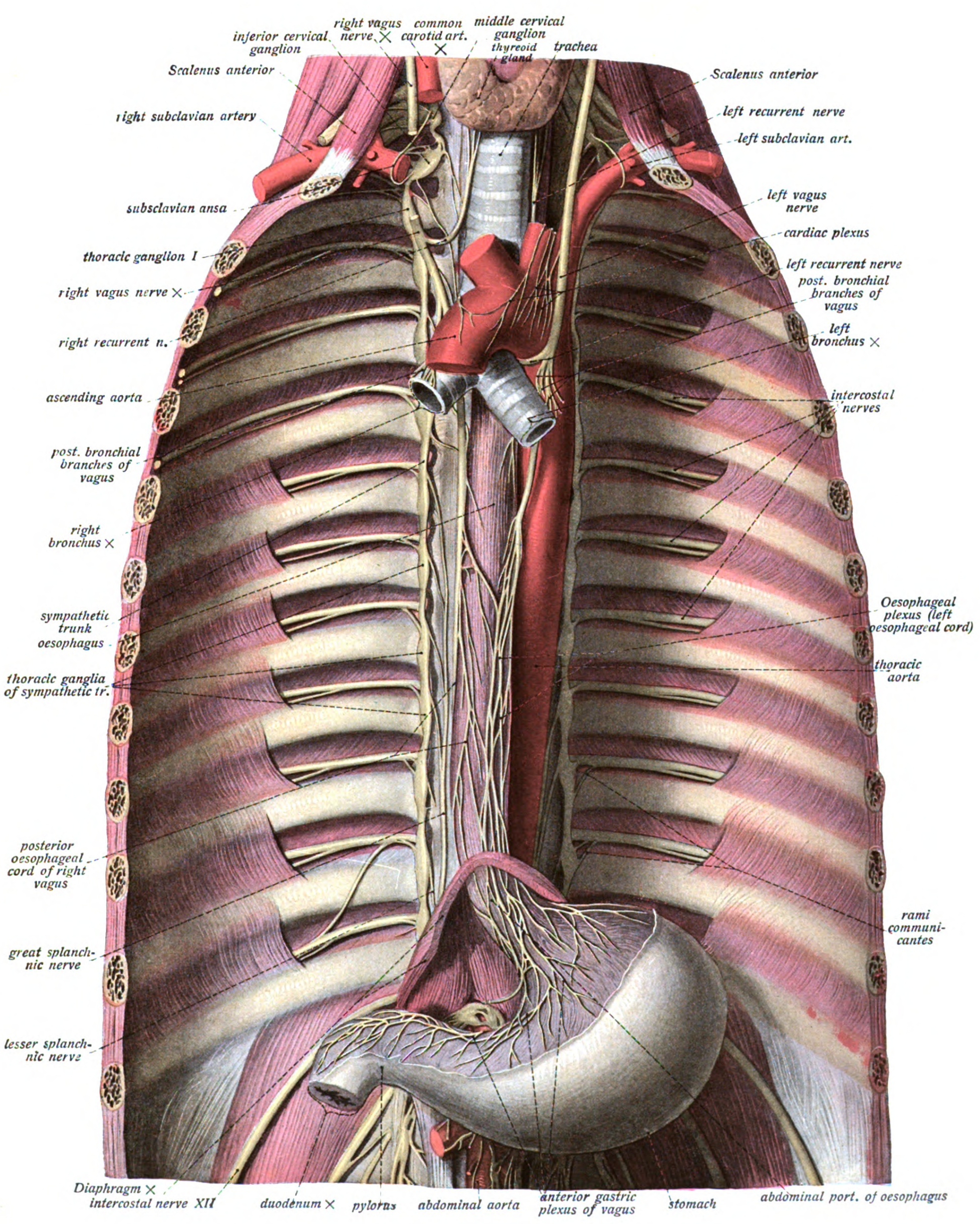
Portion thoracique des nerfs vagues et abdominale du nerf vague gauche, vue antérieure.

#### Portions crânienne et cervicale
Le nerf vague est formé de la réunion d'environ huit filets radiculaires qui émergent du sillon postérolatéral de la moelle allongée. Ce cordon nerveux chemine dans la cavité crânienne et se dirige en dehors, en haut et en avant vers le foramen jugulaire qu'il emprunte. Il présente un premier renflement au niveau du passage du foramen jugulaire, le ganglion supérieur du nerf vague (ou ganglion jugulaire).
Dans le cou, le nerf vague chemine verticalement vers le bas, dans la gaine carotidienne. Il est situé en arrière de l'accolement de la veine jugulaire interne, latéralement, et de l'artère carotide interne puis de l'artère carotide commune, médialement. Il présente un deuxième renflement, un peu en dessous du foramen jugulaire, le ganglion inférieur du nerf vague (ou ganglion plexiforme).

#### Portion thoracique
Dans le thorax, le nerf vague chemine dans le médiastin, toujours vers le bas. Les rapports et le trajet ne sont pas les mêmes à gauche et à droite, en partie du fait de l'asymétrie de conformation vasculaire du médiastin.
Le nerf vague gauche chemine d'abord latéralement à l'artère carotide commune, puis il croise en arrière la partie horizontale de l'arc de l'aorte et rejoint la face postérieure du pédicule pulmonaire. Il passe ensuite entre la bronche gauche en avant et la partie descendante de l'aorte en arrière. Il rejoint ensuite la face latérale gauche de l’œsophage puis chemine sur sa face antérieure.
Le nerf vague droit chemine d'abord latéralement à l'artère carotide commune puis passe entre l'artère subclavière droite en arrière et le confluent veineux jugulo-subclavier en avant. Il croise ensuite la face latérale du tronc artériel brachiocéphalique  pour continuer le long de la face latérale droite de la trachée et croiser la face médiale de la veine azygos. Il passe sur la face postérieure de la bronche droite et du pédicule pulmonaire droit puis descend le long de la face latérale droite de l’œsophage, puis de sa face postérieure.
Dans le thorax, les nerfs vagues présentent chacun deux parties dissociées en plusieurs rameaux : la première, en arrière de chaque pédicule pulmonaire, forme le plexus pulmonaire ; la deuxième, en avant et en arrière de l’œsophage, forme le plexus œsophagien. Entre ces portions, et avant de rejoindre l'abdomen, chacun des nerfs vagues a, le plus souvent, la forme d'un cordon nerveux unique.

#### Portion abdominale
Les deux nerfs vagues rejoignent l'abdomen par l'orifice œsophagien du diaphragme. La portion abdominale du nerf vague gauche (ou tronc vagal antérieur), poursuit et termine son trajet sur la face antérieure de la portion abdominale de l’œsophage. La portion abdominale du nerf vague droit (ou tronc vagal postérieur), chemine sur la face postérieure de l’œsophage et termine son trajet sur la face postérieure de l'estomac.

### Branches

#### Branches cervicales
Dans son trajet cervical, le nerf vague donne un rameau méningé, un rameau communicant de la fosse jugulaire, des rameaux pharyngiens, des rameaux cardiaques cervicaux (ou supérieurs) et le nerf laryngé supérieur.
Le rameau méningé naît du ganglion supérieur et rentre dans le crâne pour se distribuer à la dure-mère à proximité. Le rameau communicant naît du même ganglion, il rejoint le nerf facial dans le canal facial, par l'intermédiaire d'un canalicule osseux.
Un à trois rameaux pharyngiens sont issus du ganglion inférieur, ils passent en avant de l'artère carotide commune pour se rendre à la paroi latérale du pharynx, formant le plexus pharyngien. Deux rameaux cardiaques cervicaux sont issus du même ganglion, ils cheminent latéralement puis en avant de l'artère carotide commune et se rendent dans le thorax. Ils restent en avant de ce vaisseau, ainsi que du tronc brachiocéphalique artériel pour ceux de droite, et se terminent dans le plexus cardiaque antérieur.
Le nerf laryngé supérieur naît également du ganglion inférieur, se dirige en dedans en contournant l'artère carotide interne, puis descend le long de la paroi latérale du pharynx. Il croise la face médiale de l'artère carotide externe sous l'artère linguale et se divise en deux branches, supérieure et inférieure. La branche supérieure se dirige vers la partie supérieure du larynx et la base de la langue, tandis que la branche inférieure se dirige vers la partie inférieure du larynx.
Des rameaux carotidiens, issus du ganglion inférieur ou de ses branches contribuent à former le plexus carotidien commun.

#### Branches thoraciques

Partie supérieure du nerf vague gauche et ses branches laryngées, vue antérolatérale.

Dans son trajet thoracique, le nerf vague donne le nerf laryngé récurrent, des rameaux cardiaques thoraciques (ou inférieurs), des rameaux pulmonaires et des rameaux œsophagiens.
De la même manière que le nerf vague, le nerf laryngé récurrent présente des différences entre le gauche et le droit pour la portion thoracique. Le nerf laryngé récurrent gauche naît au niveau de la face inférieure de l'arc de l'aorte, qu'il contourne par un trajet vers l'arrière puis vers le haut. Il suit ensuite vers le haut la face antérolatérale gauche de l'œsophage, jusqu'au larynx. Le nerf laryngé récurrent droit, quant à lui, naît en avant de l'artère subclavière droite et la contourne en passant vers l'arrière contre sa face inférieure, puis vers le haut. Il chemine ensuite vers le haut, entre les faces latérales droites de l'œsophage et de la trachée, jusqu'au larynx.
Plusieurs rameaux cardiaques thoraciques naissent en dessous de l'origine du nerf laryngé récurrent, et se rendent au plexus cardiaque postérieur. Plusieurs rameaux pulmonaires naissent du nerf vague ou de ses rameaux cardiaques et forment le plexus pulmonaire antérieur en avant du pédicule pulmonaire. Le plexus pulmonaire postérieur est formé à partir de la portion du nerf vague dissociée en arrière du pédicule pulmonaire. Plusieurs rameaux œsophagiens sont issus du tronc du nerf vague et de sa partie ramifiée en plexus œsophagien.

#### Branches abdominales
Dans son trajet abdominal, le nerf vague donne des branches différentes entre le gauche et le droit. Le nerf vague gauche donne des branches gastriques sur la face antérieure de l'estomac ainsi que des branches hépatiques. Le nerf vague droit donne des branches gastriques sur la face postérieure de l'estomac, des branches pour les ganglions cœliaques (en) (anciennement ganglions semilunaires) ainsi que pour les plexus solaire, mésentérique supérieur et mésentérique inférieur.

### Noyaux centraux
Les neurones préganglionnaires du nerf vague émanent du bulbe au niveau des noyaux ambigus, de petits îlots de substance grise disséminés dans la substance blanche. Ils empruntent le nerf et font synapse dans les ganglions intramuraux des organes ciblés.

## Examen du nerf vague

### Exploration électrophysiologique
Action : la stimulation du nerf vague est à l'origine de la fabrication et de la sécrétion d'acétylcholine, qui est la première substance chimique reconnue comme jouant le rôle de neuromédiateur (ou neurotransmetteur). En 1921, Otto Loewi a, le premier, mis en évidence la transmission synaptique en montrant que la stimulation du nerf vague entraînait une sécrétion d'acétylcholine qui induisait un ralentissement de la fréquence cardiaque. Celle-ci est sécrétée par une variété de cellules nerveuses (neurones). Son rôle est de permettre le passage de l'influx nerveux, dont la conduction se fait grâce à une zone de contact (synapse, fente synaptique) située entre deux cellules neurones.
Ses principaux effets sont un ralentissement de la fréquence des battements du cœur, une diminution du calibre des bronches, un renforcement de la contraction des muscles lisses (muscles autonomes) du tube digestif et une augmentation de la sécrétion de la salive et des sucs digestifs.
En conclusion, les fonctions du nerf vague sont motrices, c'est-à-dire qu'il assure l'innervation du voile du palais en intervenant dans la déglutition (le fait d'avaler) et plus précisément dans le troisième temps de ce mécanisme. Il possède également une action motrice sur le pharynx. Ses fonctions sensitives sont les suivantes : il transmet la sensibilité du larynx et la sensibilité du pharynx, de l'épiglotte, du voile et de la base de la langue (plus précisément la partie adjacente de celle-ci).
La fonction végétative du nerf vague intéresse le cœur et les vaisseaux qu'il modère. Le nerf vague possède également une fonction hypotensive (diminution de la tension artérielle). L'action végétative du nerf vague s'applique également aux glandes surrénales, au pancréas, à la thyroïde, aux glandes endocriniennes, à l'appareil trachéobronchopulmonaire et à l'appareil digestif.

## Pathologie du nerf vague
Un mauvais fonctionnement du nerf vague entraîne la survenue de syncopes dont souffrent certains patients, se caractérisant par une sensibilité spéciale du système nerveux autonome (fonctionnant de façon automatique, sans intervention du système nerveux de la volonté) grâce à l'action du nerf vague. Les symptômes en sont les suivants :
- une bradycardie ;
- une tendance aux syncopes et à l'anxiété ;
- un myosis (diminution du calibre des pupilles) ;
- une transpiration se localisant aux extrémités des membres ;
- une sécrétion excessive de salive (hypersialorrhée) ;
- une hyperchlorhydrie (excès de sécrétion de l'acide chlorhydrique par l'estomac) ;
- des spasmes ;
- des épisodes de diarrhée et de troubles de la respiration ;
- un malaise vagal.

La syncope correspond à la perte de connaissance brève, brutale et complète, secondaire à une anoxie (absence d'oxygénation due elle-même à une insuffisance d'apport sanguin) du cerveau, survenant brutalement. Les patients ayant ce type d'affection présentent une pâleur extrême et le plus souvent un arrêt respiratoire réversible et de courte durée.
Une lésion du nerf vague peut également être à l'origine de dysphagie (difficulté à avaler) ou d'une dysphonie (difficulté à émettre des sons). Cette pathologie survient essentiellement quand il existe une lésion des branches pharyngiennes de ce nerf.
Certains patients présentent également une anesthésie de la partie supérieure du larynx et une paralysie du muscle cricothyroïdien à l'origine d'une voix affaiblie ou d'une fatigabilité accrue de celle-ci.
Différentes pathologies sont susceptibles de retentir sur le fonctionnement normal du nerf vague. Il peut s'agir, entre autres, d'un anévrisme de l'arc de l'aorte, d'une compression d'origine tumorale au niveau du médiastin (zone contenant le cœur et située entre les poumons), d'un cancer des poumons.
Une intervention chirurgicale du cou peut également léser le nerf vague. La paralysie des deux nerfs laryngés récurrents entraîne une aphonie, c'est-à-dire une perte de la voix, et un stridor respiratoire c'est-à-dire un bruit respiratoire dont la tonalité est très élevée.
Une pathologie de la glande thyroïde est également susceptible de retentir sur le nerf vague. C'est essentiellement le nerf récurrent gauche qui est le plus fréquemment lésé, étant donné son trajet plus long.

## Stimulation du nerf vague
Une application, depuis une vingtaine d'années, est dans la prise en charge de l’épilepsie. On peut implanter une électrode sur le trajet du nerf vague et le stimuler de façon ponctuelle mais régulière (30 secondes toutes les 3 minutes classiquement) afin d'améliorer le contrôle de la maladie (réduction de la fréquence des crises, de leurs intensité) lorsque les médicaments ne permettent pas une prise en charge satisfaisante et qu'une chirurgie localisée et curative n'est pas une option envisageable,.
Dans d'autres circonstances, on peut être amené à vouloir déclencher une stimulation vagale, par exemple pour ralentir le cœur. On pratique alors une manœuvre vagale.
Des stimulateurs électroniques sont également employés, soit implantés en sous cutané dans la région sous-claviculaire, une électrode venant entourer le nerf vague dans la région cervicale, soit par application externe transcutanée au niveau de la conque de l'oreille, soit sur le trajet du nerf dans la région cervicale. La stimulation se fait à gauche en cas de déficience fonctionnelle du système digestif et à droite si l'on cible le cœur.

## Théorie polyvagale
La théorie polyvagale (en), développée par le chercheur et professeur en psychiatrie américain Stephen Porges (en) à partir de1994, conceptualise les relations entre le système nerveux autonome, les émotions et le comportement social et propose une explication des mécanismes impliqués lorsque l’organisme rencontre une menace. Cette théorie considère que le nerf vague joue un rôle central au sein du système nerveux autonome dans la régulation de la réponse au stress et dans la compréhension des comportements sociaux.
Selon la théorie polyvagale, le système nerveux autonome se divise en trois parties distinctes, chacune associée à des comportements et des émotions spécifiques. Ces trois systèmes seraient le système nerveux végétatif dorsal, le système nerveux végétatif ventral et le système nerveux somatique. Chacun de ces systèmes jouerait un rôle distinct en réponse aux situations de stress et à l'environnement social.
- Le circuit vagal ventral, principalement soutenu par le nerf vague, favoriserait les états de sécurité et de confiance. Il est associé aux interactions sociales, à la régulation affiliative et à la digestion[6].
- Le système nerveux sympathique (SNS), souvent considéré comme l’accélérateur, préparerait le corps à réagir face aux menaces.
- Le circuit vagal dorsal, qui intervient lorsque les autres systèmes sont inefficaces, peut perturber l’homéostasie.

La détection des signaux de sécurité et de danger se fait en grande partie en dehors de notre conscience, via un processus que cette théorie appelee neuroception. Elle intègre les signaux internes et externes pour coordonner nos réponses somatiques, affectives et autonomes. Les signaux physiques et chimiques provenant des cavités thoracique, abdominale et pelvienne sont transmis au cerveau via les voies afférentes. Ces signaux interoceptifs façonnent nos sensations viscérales, nos émotions et nos comportements liés à la sécurité.  Face aux menaces, notre corps active d’abord les systèmes les plus jeunes et métaboliquement efficaces. Si ces systèmes sont jugés inefficaces, les fonctions plus anciennes et perturbatrices entrent en jeu. Les états de sécurité favorisent les interactions sociales, l’ingestion et un état physiologique calme. En revanche, les états de menace déclenchent des stratégies défensives qui perturbent la digestion et l’engagement social.
Cette théorie accorde donc beaucoup d’'importance au système nerveux autonome dans la régulation des émotions et du comportement social, et elle sert de base pour proposer des modes d’actions dans de nombreux domaines, y compris la psychologie clinique, la neurobiologie, la psychiatrie et les études sur le traumatisme. Elle est utilisée pour mieux comprendre les troubles liés au stress et aux traumatismes, ainsi que pour développer des approches de traitement qui prétendent s’appuyer sur la physiologie du système nerveux autonome.
La théorie polyvagale suscite des débats au sein de la communauté scientifique, certains mettant en avant la nécessité de recherches supplémentaires pour valider ses concepts.